# José Antonio Fernández Castellano
José Antonio Fernández Castellano, más conocido como Joselito, (Cádiz, 1 de marzo de 1991) es un jugador de fútbol sala español que juega de ala en el Real Betis Futsal de la Liga Nacional de Fútbol Sala. Es internacional con la selección de fútbol sala de España.

## Clubes
- San Fernando FS
- Benicarló FS ( -2011)
- Fútbol Club Barcelona  (2011-2013)
- Aspil Vidal Ribera Navarra (2013-2016)
- Fútbol Club Barcelona (2016- 2020)
- Real Betis Futsal (2021-)

## Palmarés
Subcampeón Eurocopa 2017-2018
Campeón Copa del Rey 2017-2018
Campeón Copa del Rey 2018-2019
Campeón copa de España 2018-2019
Campeón liga española 2018-2019